# Rothschildia melini
Rothschildia melini är en fjärilsart som beskrevs av Felix Bryk 1953. Rothschildia melini ingår i släktet Rothschildia och familjen påfågelsspinnare. Inga underarter finns listade.